# Tørring-Uldums kommun
Tørring-Uldums kommun var en kommun i Vejle amt i Danmark. I samband med kommunreformen 2007 delades kommunen, så att större delen uppgick i Vejle kommun och en mindre del i Hedensted kommun.